# Тешко паметном
Тешко паметном или Невоља због памети (рус. Горе от ума, пре правописне реформе Горе отъ ума) је комедија у стиху аутора Александра Сергејевича Грибоједова. Комедија је написана у четири стиха са елементима класицизма, романтике и реализма. Комедија приказује однос раје и московске буржоазије за време 1808—1824, време када је Руска Империја достигла свој зенит после победе над Наполеоном 1812. Рат у којем је Грибоједов служио као добровољац је у Русију донео „проблематику” француске револуције - лош однос раје/сељака са буржоазијом/аристокрацијом као и однос буржоазија - аристократија, која је резултирала у покрету декабриста.

## О књиги
Грибоједов је ушао у руску књижевност као аутор прве руске реалистичне комедије, нова врста жанра, која је заједно са Пушкиновом трагедијом Борис Годунов (публикација 1831) у руској литератури отворила добу реализма.
Идеју за комедију добио је 1820. (према другим већ 1816), док је активно почео да пише тек у Тифлису (данас Тбилиси) 1821, након повратка из Перзије. Велики утицај на аутора биле су приче његове девојке из детињства - Јевгеније Борисовне, као и утицај песника и декабриста Вилхелма Кјухелбекера, са ким је делио запашања за време боравка у Москви. Почетком 1822. године завршена су прва два (од четири) чина, а у пролеће и лето 1823. још трећи и четври чин комедије. Те године у Москви се завршава прва верзија написане комедије. У Москви писац је могао да допуни запажања о свакодневном животу и обичајима Московског племства, и да удахне ваздух секуларних дневних соба московске аристократије.  Али сама комедија још није завршена: 1824. појављује се нова варијанта, која има назив рус. Горе без ума (Мука без памети).

## Сажетак
Млади дворјанин Александр Чацки се након три године врача у Москву ка својој омиљеној Софији Павловни Фамусовој, са којом се је дружио веч за време детства када су били накљоњени друг према другом. Софија је за време долазка Чацког стара (веч) 17 година и није задовољна његовим односом, како ју је он тада напустио и пошао на пут без да се јави. Чацки, који се је вратио за женидбу са Софијом, дочекан је хладно. Схвати да је његово место преузео (безкарактерни) Алексеј Молчалин, тајник кнеза Фамусова (Софијиног оца), који живи у њиховој кући. Свој однос Софија-Молчалин крију према староме Фамусовом, у чему помаже и слушкиња Лиза. Молчалин се претвара да је воли, али заправо то приказује само из користољубља. Чацки тежко схвати како може неко као Молчалин да јој пружи искреност у љубави као што је његова и почне да га презире. Чацки са елоквентним монолозима осуђује московско друштво (аристократију), чији је симбол Софијин отац Павел Фамусов.  Увече се, за време бала у кући Фамусових, у друштву шире гласине да је Чацки полудео. Причу ја као прво "обелоданила" сама Софија и гласине у кући су се брзо шириле. На крају вечерног бала Софија случајно ухвати Молчалина у прељуби са слушкињом Лизом. Чацки схвати ситуацију и напусти бал и саму Москву, док стари Фамусов наставља да живи у свом "имагинарном" свету московске аристократије.

## Ликови
- Павел Афанасјевич Фамусов, државни тајник
- Софија Павловна, његова ћерка
- Лиза, слуга код Фамусових
- Алексеј Степанович Молчалин, тајник Фамусова који живи у његовој кући
- Александер Андрејевич Чацки, главна и позитивна особа комедије
- Сергеј Сергејевич Скалозуб, пуковник

Гости на балу у дому Фамусова:
- Наталија Дмитријевна (Горич), млада дама
- Платон Михајлович (Горич), Наталијин муж
- Тугоуховски, кнез и кнегиња са шесторо кћери
- бака Хрјумниа, грофица
- унукиња Хрјумина, грофица
- Антон Антонович Загорецки, познаник Чацког
- стара Хљостова, Фамусова свакиња
- Г.Н.
- Г.Д.
- Репетилов
- Петрушка и неколико говоречих слуга
- мноштво разних гошћи и њихових лакаја код подвоза
- стрежаји Фамусова

Грибоједов је у самим именима ликова у комедији дао њихов карактер. Конзервативни Фамусов (богиња фама, оличење лажних вести и гласина) се плашио вербалног прогона. Тартифовски Молчалин понизан према више рангираним, тих, послушан и користољубан. Скалозуб као смешкајучи Кесизубовић. Тугоуховски се понаша као наглушан човек. Хљостова (хљост - звук након удараца бичем) немирна и гласна особа. Репетилов игра брбљавог човека, који воли да се понавља.
- Софија лежи на зофи, поред Лизе и Молчалина
- Лиза, Софија, Фамусов и Молчалин
- Софија, Чацки и Лиза
- Молчалин, Фамусов и војник Скалозуб
- Чацки напушта бал